# بارنکوف
بارنکوف (به آلمانی: Bärnkopf) یک منطقهٔ مسکونی در اتریش است که در ناحیه تسوتل واقع شده‌است. بارنکوف ۴۷٫۶۲ کیلومتر مربع مساحت دارد ۹۶۸ متر بالاتر از سطح دریا واقع شده‌است.